# 山村隆太
山村 隆太（やまむら りゅうた、1985年1月21日—）是日本的歌手、吉他手、作詞家、 FM802廣播DJ ，流行搖滾樂團flumpool的主唱。大阪府松原市出身。血型A型。2016年6月26日，於演唱會上宣布將在7月中旬與交往14年的圈外女友登記結婚。

## 概要
擔當flumpool的主唱、吉他手、樂曲作詞。
2010年6月進行了喉嚨息肉摘除手術，術後休養了一個月。
2011年6月開始單獨出演新TV-CM「どんな未来にも愛はある編」，為首次的個人活動。
2014年11月，與亀田誠治、阪井一生三人組成的「THE TURTLES JAPAN」第一張單曲『It's Alright!』發售。
2017年1月首次出演電視劇《也許很突然，明天我要結婚了》。
2017年12月3日起因主唱山村隆太罹患「歌唱時機能性發聲障礙」而暫停活動。
2019年1月13日flumpool重新開始活動。

## 個人經歷
- 擁有國高中英語教師的執照。

- 近畿大學附屬高中、關西外語大學畢業。

- 與樂團成員阪井一生、尼川元氣在幼稚園時期就認識，小學、中學也是同校同學。

- 在THE TURTLES JAPAN亦擔任主唱，以YAMAMURA的名義活動。

- 興趣是滑雪。

## 出演

### CM
- Mobage「どんな未来にも愛はある編」（2011年）

### 電視劇
- 也許很突然，明天我要結婚了（2017年1月23日－3月20日，富士電視台）飾演 名波龍
- 最寄りのユートピア（ 最近的烏托邦 ） （2024年9月25日，富士電視台）飾演 山村隆太
- MADDER その事件、ワタシが犯人です  （2025年4月10日， 關西電視台 × FOD ）飾演  黒川悠

### 電影
- ⾵の奏の君へ （2024年6月7日）飾演 真中淳也 [3][4]

## 相關項目
- flumpool
  - 阪井一生
  - 尼川元氣
  - 小倉誠司

## 外部連結
- flumpool 山村隆太的X（前Twitter） （日語）
- 隆太_凡人譜_Facebook
- 隆太_凡人譜flumpool_公式的新浪微博
- FM802_Radio Fields_Twitter_DJ 山村隆太
- FM802_Radio Fields_DJ 山村隆太 （页面存档备份，存于）
- Ryûta Yamamura在互联网电影资料库（IMDb）上的資料（英文）